# Radnice v Manchesteru
Radnice v Manchesteru je viktoriánská, novogotická budova v Manchesteru v Anglii postavená dle návrhu Alfreda Waterhouse. Je správním centrem města, sídlem městské rady a mnoha dalších místních úřadů. Základní kámen stavby byl položen v roce 1868 a její výstavba trvala devět let až do slavnostního otevření dne 13. září 1877. Nahradila tak již pro rostoucí potřeby města nevyhovující budovu na King Street. V roce 1938 přibylo nové křídlo podle návrhu architekta Emanuela Vincenta Harrise, které je s původním objektem spojeno přemostěním přes Lloyd Street.
Budova radnice je postavena ve stylu viktoriánské novogotiky a v hojné míře jsou na ní použity architektonické prvky anglické gotické architektury jako žebrová klenba či lomený oblouk. V jejím interiéru se nacházejí jak kancelářské prostory, tak velké sály určené pro slavnostní příležitosti. Jedním z nich je Great Hall, reprezentativní sál vyzdobený malbami Forda Madoxe Browna, které zobrazují historii města. Výraznou dominantu radnice tvoří 85 metrů vysoká věž s hodinami a zvonem nazývaným Great Abel. Radnice v Manchesteru je všeobecně považována za jeden z nejvýznamnějších počinů novogotické architektury na světě.

## Historie

### Stará radnice

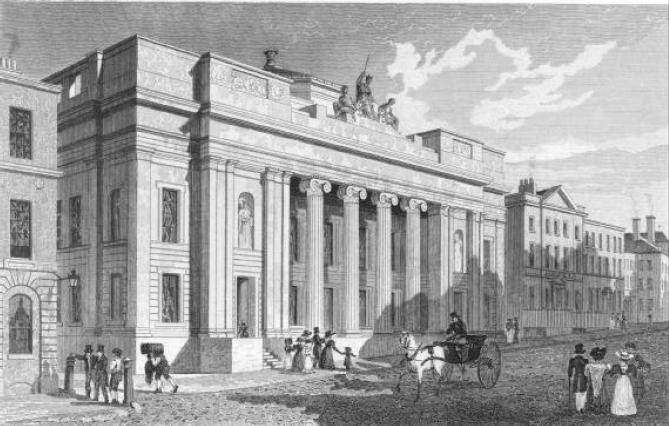
Původní budova radnice v klasicistním slohu

Úřad správy města původně sídlil v prostorách policejní stanice na ulici King Street. Poté byl přemístěn do samostatné budovy, protože se zvyšoval počet administrativních úkonů, které musel zajišťovat, a dosavadní kancelářské prostory přestaly vyhovovat. První radnice byla vybudována v letech 1822–1825 podle návrhu Francise Goodwina v klasicistním slohu s iónskými sloupy, tvořícími průčelí stavby.
Na délku měla budova 41 metrů, na šířku 23 metrů. V přízemí se nacházely kanceláře komisí městské správy a jednotlivých úředníků, v prvním patře pak shromažďovací prostory. Náklady na stavbu včetně ceny pozemku činily 39 587 liber.
Přítomnost textilních továren ve městě měla za důsledek další růst města a s tím i jeho bohatství, takže bylo zřejmé, že stará radnice již nebude dostačovat zvýšeným nárokům. Původní budova našla poté využití jako knihovna, později zde sídlila Lloyds Bank, a to až do roku 1912, kdy si v těchto místech postavila nový bankovní palác. Sloupové průčelí staré radnice zůstalo zachováno a lze jej spatřit v Heaton Parku na severním okraji Manchesteru.

### Nová radnice

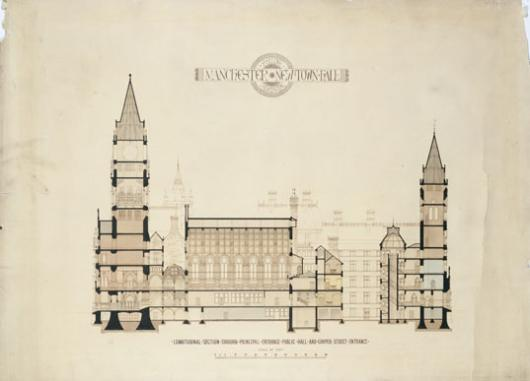
Jeden z řezů v architektonické dokumentaci

Plánování výstavby nové radnice započalo v roce 1863. Vedení města požadovalo, aby objekt dosahoval „minimálně srovnatelné úrovně s kteroukoli stavbou podobného druhu v celé zemi a při vynaložení jakkoli vysokých, rozumně využitých nákladů“. Stavba měla být umístěna v klidné, prestižní části města, zároveň však v dosahu sídel významných bank a dalších městských institucí. V blízkosti se měl nacházet velký nezastavěný prostor, aby náležitě vyniklo velkolepé architektonické ztvárnění stavby. Po přezkoumání vhodných stavebních pozemků zvolil investor parcelu nezvyklého tvaru v těsném sousedství náměstí Albert Square. Tvar pozemku tvořil nepravidelný čtyřúhelník o těchto rozměrech: 98 metrů na rozhraní s Albert Square, 107 metrů s Lloyd Street, nejdelší pak byla 117 metrů dlouhá hranice s Princess Street a naopak nejkratší hranice s Cooper Street v délce pouhých 29 metrů.
Dalším krokem bylo vypsání architektonické soutěže, do které se přihlásilo 137 zájemců. Do druhého kola postoupilo osm finalistů. Waterhouseův návrh sice z estetického hlediska obsadil až čtvrté místo, ale zároveň ho komise uznala za nejlepší z hlediska architektury a dispozice. Na základě těchto výsledků se Alfred Waterhouse oficiálně stal dne 1. dubna 1868 architektem stavby.
Dne 26. října 1868 položil primátor města základní kámen budovy radnice. Stavba trvala devět let a spotřebovalo se na ni 14 miliónů cihel. Odhady celkových nákladů se pohybují od 775 000 do 1 000 000 liber. Slavnostní otevření novostavby, které provedl tehdejší primátor Abel Heywood, proběhlo 13. září 1877. Pozvána byla i královna Viktorie, svou účast však odmítla. Všeobecně se soudí, že se tak stalo v důsledku radikální minulosti Abela Heywooda, ale oficiálně není důvod odmítnutí znám.

### Přístavba

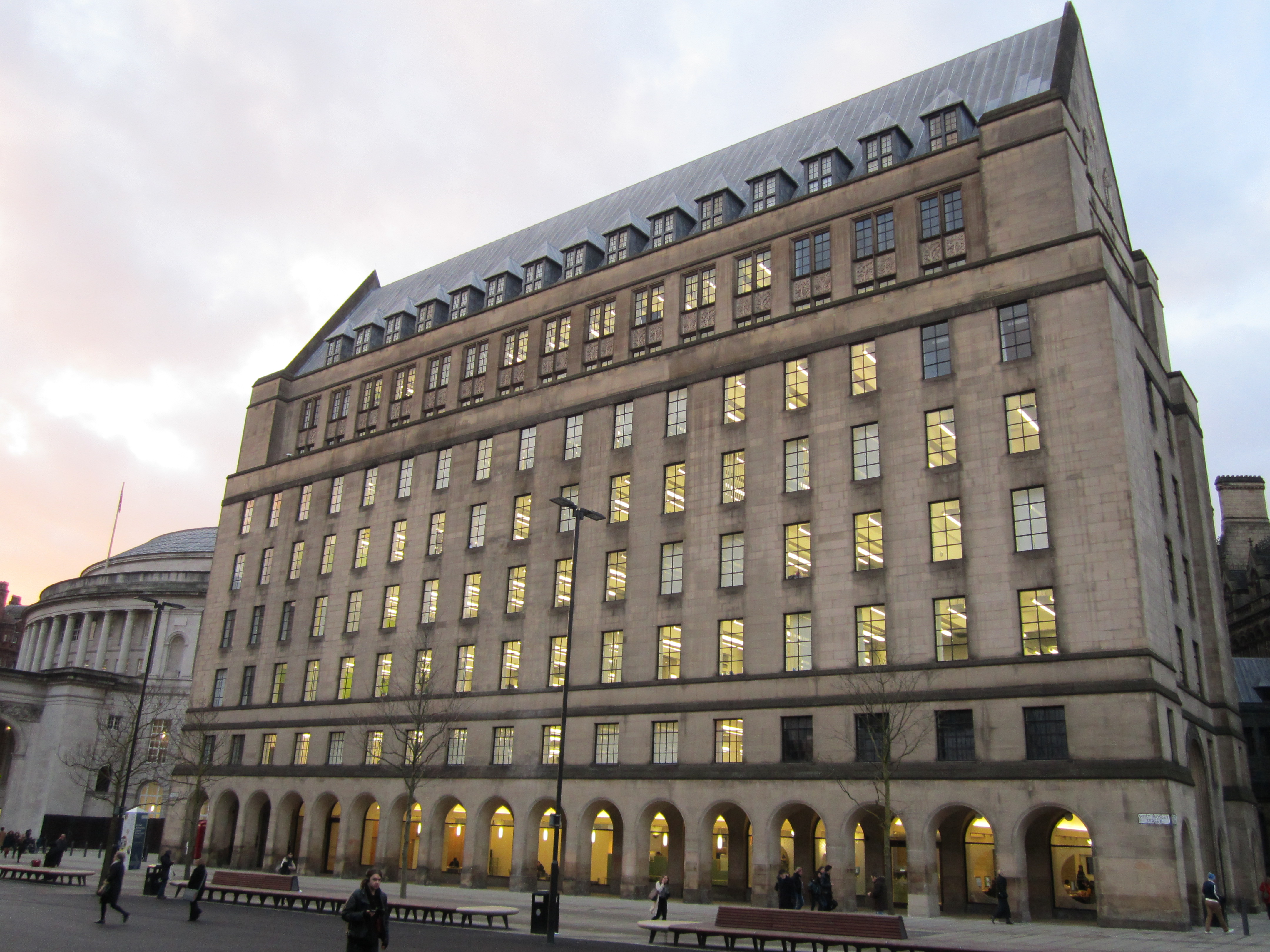
Přístavba nového křídla radnice ze St. Peter's Square

V roce 1927 vyhlásila městská rada architektonickou soutěž na přístavbu nového křídla radniční budovy. Vítězem se stal Emanuel Vincent Harris, který rovněž vyhrál soutěž na architektonický návrh Ústřední knihovny v Manchesteru. Práce začaly v roce 1934, stavba byla dokončena roku 1938. Architekt a kritik Charles Herbert Reilly zhodnotil budovu jako „nudnou“ a „fádní“, zatímco historik architektury Nikolaus Pevsner ji považuje za nejlepší Harrisovo dílo. Přístavbu radnice propojuje s původní budovou zasklená lávka v úrovni prvního podlaží.

### Modernizace
Koncem roku 2014 vydala městská rada zprávu, která poukazuje na nedobrý technický stav budovy. Dokument zdůrazňuje nutnost výměny systému vytápění a elektrických rozvodů, renovaci oken, kamenných prvků a opravy částí střechy. Rekonstrukce byla zahájena v lednu 2018, ukončení prací se předpokládá v roce 2024. Náklady na tyto úpravy se odhadují na 330 milionu liber.

## Architektura

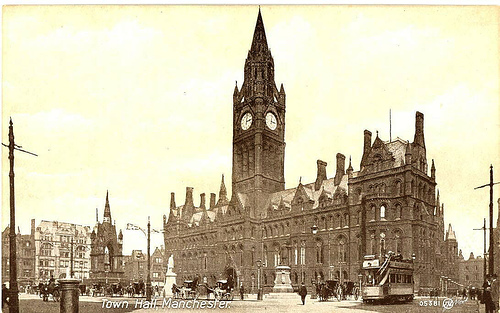
Budova radnice koncem 19. století, je patrné, že pohledové zdivo bylo zčernalé působením nečistot v ovzduší

Rychlý růst měst v druhé polovině 19. století byl spojen s masivní výstavbou čím dál vyšších a masivnějších budov. To způsobovalo problémy s úbytkem přirozeného denního osvětlení v interiéru. Opatření pro dostatečné denní osvětlení ve všech částech budovy bylo zajišťováno různými architektonickými prostředky: používání konstrukcí s kovovými rámy, světlíky, dodatečnými okny a vikýři, glazovanými bílými cihlami ve spojení s mozaikovou mramorovou dlažbou v prostorách, kde je méně světla. Ve významnějších místnostech se používalo sklo buď úplně čiré nebo jen s jemným barevným nádechem, protože většinou zatažená obloha v Manchesteru nevytváří nejvhodnější podmínky pro sytější barvy zasklení, které propouštějí méně denního světla.
Radnice v Manchesteru je typickou stavbou viktoriánské novogotiky s použitím prvků rané anglické gotické architektury z 13. století. Nejnápadnějšími rysy gotiky v budově jsou žebrová klenba a vysoká okna s lomeným obloukem. Zvolený architektonický styl odkazoval nejen na dlouhou tradici obchodu s textilem ve spolku hanzovních měst, která sahá až do pozdního středověku, ale dával na odiv i svou modernost. Novogotika byla v 19. století módním a upřednostňovaným slohem před neoklasicismem, který se prosadil v nedalekém Liverpoolu.
I přes svůj středověký vzhled budova v době vzniku vyhovovala tehdejším technologickým standardům. Zavedeno bylo plynové osvětlení, potrubí rozvodu plynu zůstalo důmyslně skryto uvnitř zábradlí točitých schodišť. Vzduch, volně proudící do budovy skrz okrasné, pod okny umístěné kamenné průduchy, byl ohříván pomocí trub s horkou vodou. Část takto ohřátého vzduchu cirkulovala schodišťovými šachtami do vnitřních chodeb, které byly tímto způsobem nejen odvětrávány ale i vytápěny. Nosnou konstrukci tvoří kombinace betonu se svářkovou ocelí, čímž se dosáhlo ohnivzdornosti budovy.

### Exteriér

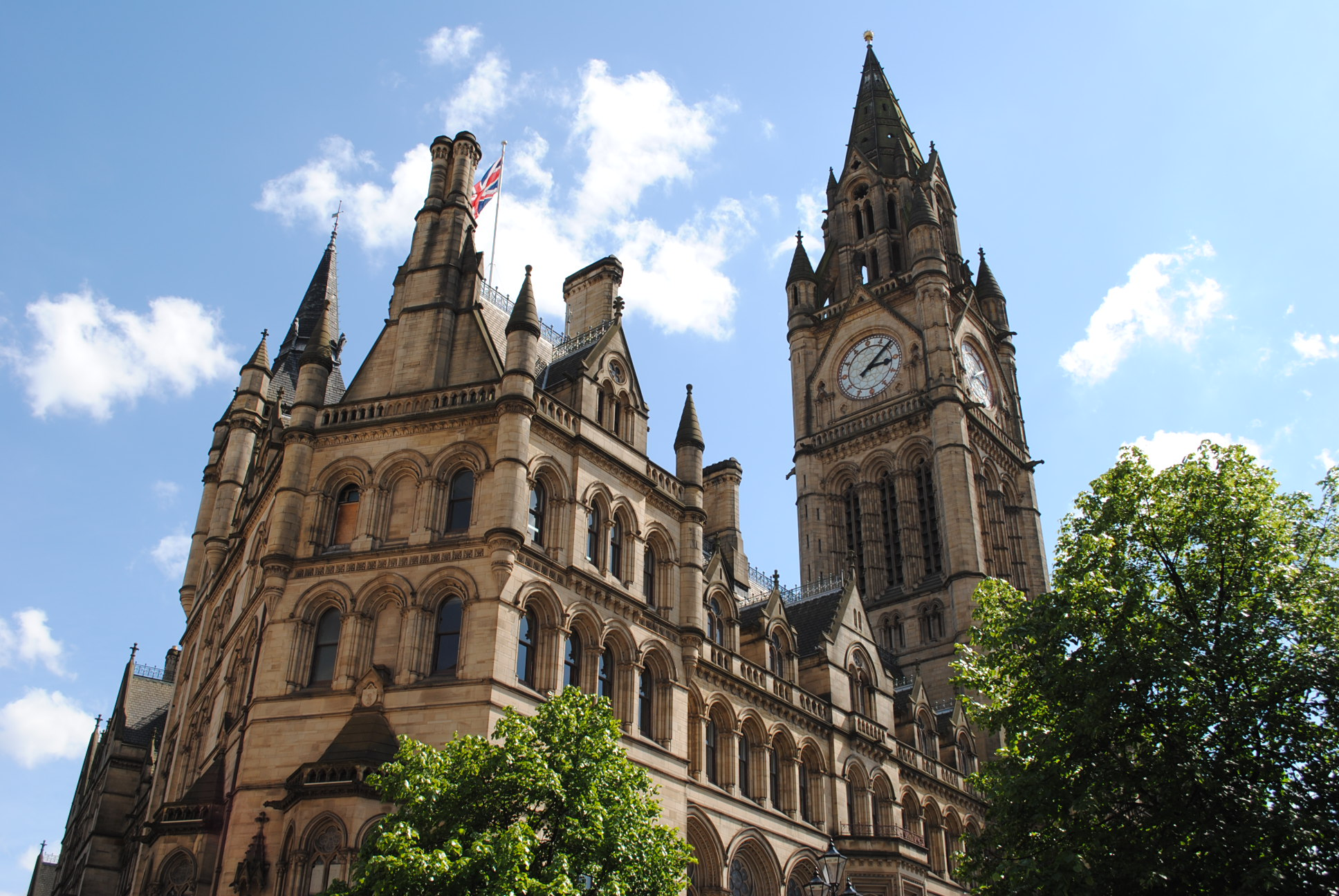
Pohled z východu s detailem věže

V Manchesteru poloviny 19. století byly fasády budov georgiánského stylu povětšinou zčernalé vinou nečistot v ovzduší. Jednu ze součástí architektonických soutěží té doby tvořilo posuzování vzorků stavebních materiálů z hlediska jejich vhodnosti použití v daných klimatických podmínkách. Až do 70. let 19. století se měkký pískovec z nedalekého Collyhurstu všeobecně nepovažoval za vhodný stavební materiál pro veřejné budovy, přednost dostával tvrdší pískovec z Pennin. Waterhouse věděl, že bude velmi obtížné najít dostatečně odolný materiál vůči drsnému manchesterskému podnebí. Nakonec se rozhodl pro Spinkwell stone, tedy pískovec z oblasti Yorkshiru.
Gotický architektonický styl budovy obohacují prvky pro něj netypické, jako dekorativní rytiny či barevná jednotnost. Fakt, že budova není „čistě gotická“ se u obyvatel Manchesteru nesetkal s velkým pochopením. Rozhodnutí utratit značný finanční obnos, když se téměř veškerý efekt v krátké době vytratí v důsledku sazí a kouře, bylo též veřejností kritizováno. Waterhouse se vyhnul užití polychromické výzdoby, typické pro vrcholnou viktoriánskou gotiku, nepovažoval ji vhodnou do ovzduší průmyslového Manchesteru. Věřil, že jednobarevné režné zdivo z pískovcových cihel bude lepším řešením. Exteriér stavby zdobí sochy osobností spojených s historií města, jako římský konzul Julius Agricola nebo svatý Jiří. V průběhu let se potvrdilo, že návrh stavby byl zvolen správně, třebaže již od 90. let 19. století fasáda postupně černala, tak se zdivo nacházelo v natolik dobrém stavu, že jej bylo na začátku 60. let 20. století možno vyčistit a restaurovat do své původní podoby.

### Věž

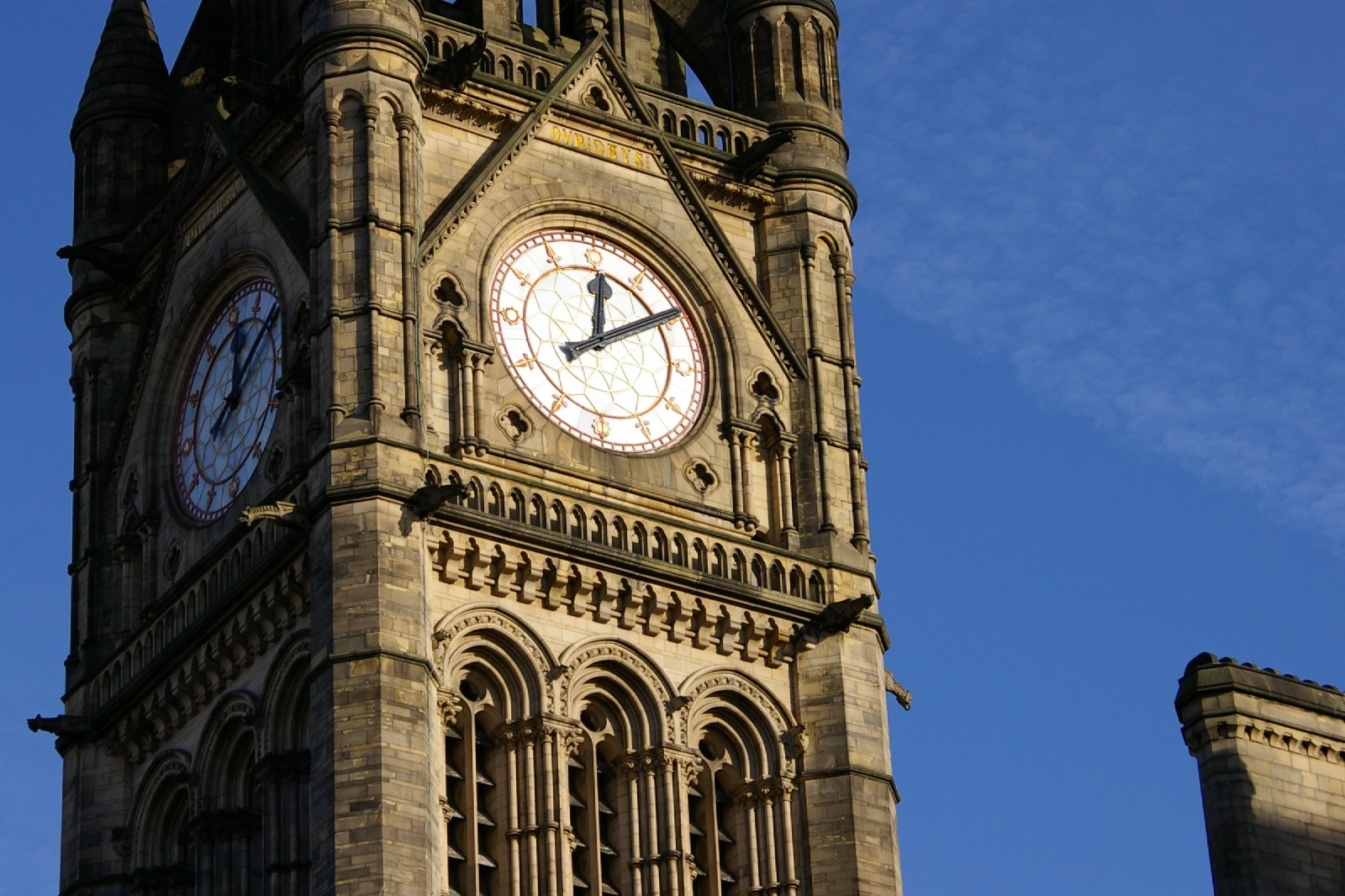
Věžní hodiny v detailním pohledu

Dominantou radnice je 85 metrů vysoká věž s hodinami, jedná o šestou nejvyšší budovu v Manchesteru. Uvnitř se nachází zvonkohra s 23 zvony; 12 z nich tvoří systém rytmického zvonění s opakujícím se motivem (tzv. change ringing), který je typický pro anglosaské země.
Zvon věžních hodin, nazývaný Great Abel podle Abela Heywooda, váží více než 8 tun. Hodiny byly původně natahovány s pomocí hydraulického pohonu. Věžní zvon poprvé vyzváněl na Nový rok 1879, avšak krátce poté praskl. V roce 1937 ho nahradil nově odlitý zvon, těžší a masivnější než ten původní.
Tři ze čtyř ciferníků věžních hodin na sobě nesou první část dvanáctého verše žalmu 90 z biblické Knihy žalmů: Teach us to number our Days tedy v českém překladu Nauč nás počítat naše dny. Do věžního zvonu jsou vyryty iniciály AH značící Abela Heywooda a úryvek z básně "Ring Out, Wild Bells" od Alfreda Tennysona v originálním znění Ring out the false, ring in the true tedy volně přeloženo Zapomeň na všechnu faleš a uvítej pravdu.

### Interiér
Waterhouseův projekt byl ovlivněn snahou dostát požadavkům jak na kancelářské, tak na slavnostní prostory, které se v mnoha aspektech lišily. Též bylo nutno nejlepším možným způsobem využít prostor staveniště téměř trojúhelníkového tvaru. Navržená šestipatrová budova dokonale vyplnila celou plochu tohoto nezvykle tvarovaného pozemku. Obvod budovy tvoří křížová chodba, která spojuje jednotlivé kanceláře a pracovny úředníků. Velkolepě pojaté slavnostní prostory se nacházejí v centrální části. Od hlavního vchodu z Albert Square vedou na podestu u Great Hall dvě mohutná schodiště. Schodišťové stupně jsou záměrně navrženy s menší výškou, aby umožňovaly přístup ženám oblečeným do viktoriánských šatů. Schodiště jsou osvětlena vysokými okny s lomeným obloukem, umístěnými ve schodišťových stěnách. Tři točitá schodiště, která vedou do prvního podlaží od bočních vchodů z Princess Street, Lloyd Street a Cooper Street, jsou zhotovena z anglické, skotské a irské žuly.

#### Sculpture Hall
V tomto přízemním sále se nacházejí sochy významných osobností spojených s Manchesterem, jako např. Richard Cobden a John Bright, zakladatelé Ligy proti obilným zákonům, vědci John Dalton a James Joule a mnozí další. Místnost má délku 16 a šířku 10 metrů, zastropena je křížovými klenbami ze zlatavého vápence z podzemních lomů v okolí města Bath.

#### Great Hall
Tento sál obdélníkového tvaru má rozměry 30 × 15 metrů. Osvětluje ho sedm párů vysokých oken po obou delších stěnách. Zastropení tvoří valená klenba, jejíž pohledová část je rozčleněna do jednotlivých kazet, na nichž jsou zobrazeny znaky měst a zemí, které byly významnými partnery Manchesteru v dobách, kdy význam města jako centra obchodu nabýval na intenzitě. Stěny sálu zdobí série maleb od Forda Madoxe Browna, které zobrazují významné události v historii Manchesteru.
Varhany pocházejí z roku 1877, jejich tvůrcem se stal významný francouzský varhanář Aristide Cavaillé-Coll. Nástroj je 5 metrů vysoký, má více než 5000 píšťal, 5 manuálů (klaviatur) a 64 rejstříků.
Předsálí Great Hall zastřešuje prosklená konstrukce, do jejíž okenních tabulí jsou vyryta jména jednotlivých starostů a primátorů města spolu se jmény předsedů městské rady. Podlahu předsálí tvoří mozaiková dlažba vyzdobená symboly Manchesteru, kterými jsou včela a květ bavlníku. Významný kritik viktoriánského období John Ruskin označil Great Hall jako „nejvelkolepější gotický sál v Evropě“.

## Okolí radnice

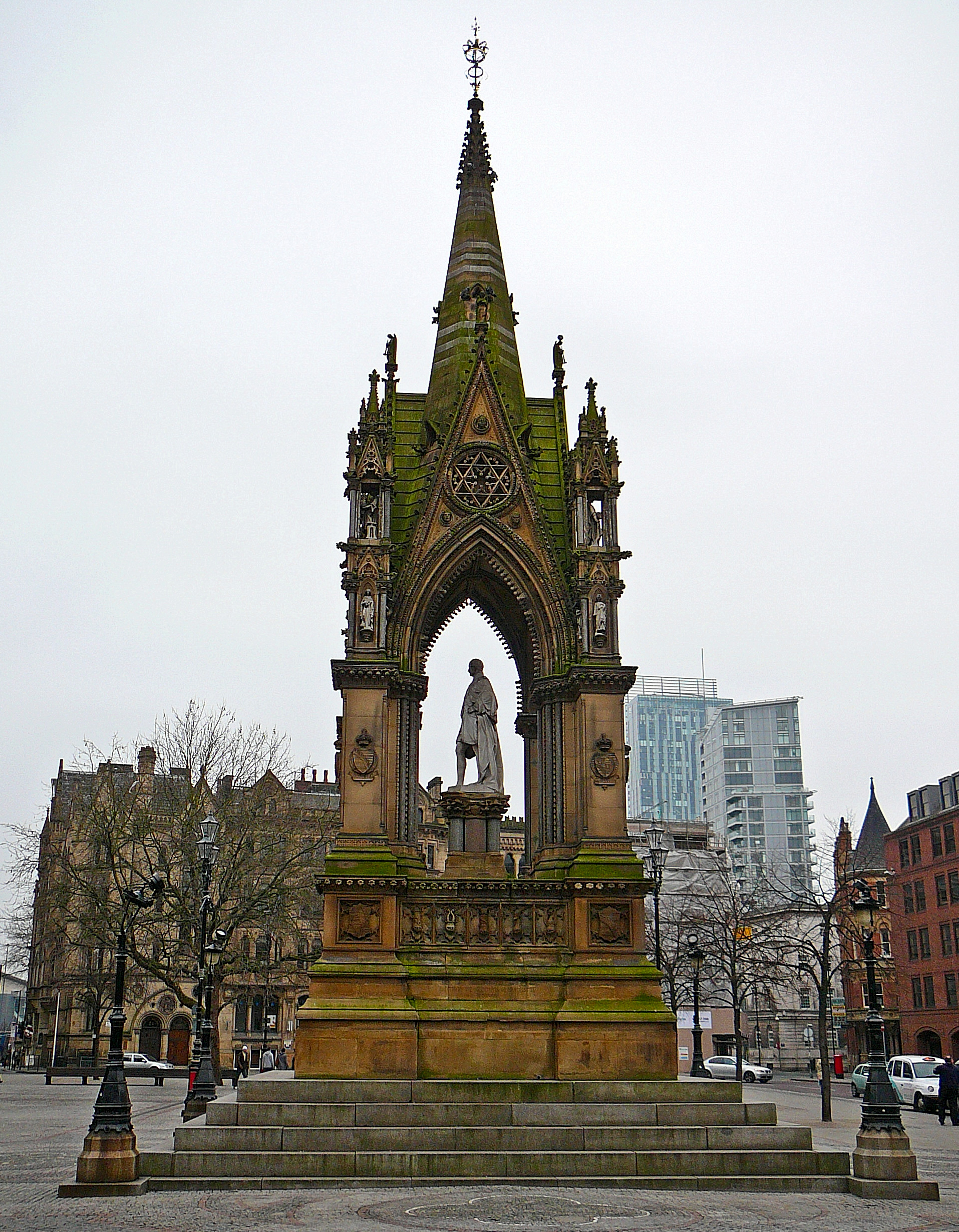
Památník prince Alberta

Radnice se nachází v samém centru Manchesteru. Budova má tvar nepravidelného čtyřúhelníku, jehož tři strany tvoří uliční čáru Princess Street, Lloyd Street a Cooper Street. Hlavní vchod do objektu vede z Albert Square, poměrně rozlehlého náměstí obdélníkového tvaru. Přestože je radnice svou mohutností a velkolepou zdobností přirozenou dominantou tohoto prostoru, tak zde rozhodně není jediným zajímavým objektem.
Na Albert Square se nalézá několik památníků, z nichž nejvýznamnější patří princi Albertovi, bratranci a manželovi královny Viktorie. Tvoří jej mramorová socha prince Alberta od Matthew Noblea, stojící uvnitř novogotického ciboria, které navrhl architekt Thomas Worthington. Ten je též autorem fontány situované u severního okraje náměstí, postavené v roce 1897 při příležitosti šedesátého výročí nástupu královny Viktorie na trůn.
Architektonicky zřejmě nejvýraznějším objektem v těsném sousedství radnice je jen několik desítek metrů vzdálená budova Ústřední knihovny. Jedná se o novorománskou rotundu, postavenou v letech 1930-34 podle návrhu Emanuela Vincenta Harrise.
Jen několik minut chůze od Albert Square se nachází kostel svaté Anny, ceněná pozdně barokní stavba z roku 1712, tedy z doby, kdy byl Manchester jen nevýznamným městečkem.

## Ocenění
Radnice je zařazena na seznam památkově chráněných budov. Hodnocena je stupněm I, tedy jako stavba výjimečného významu a odborná veřejnost ji všeobecně považuje za jeden z nejvýznamnějších projevů novogotické architektury na světě.
Dan Cruickshank, historik a komentátor televize BBC, ji popisuje jako: „... pravděpodobně nejvelkolepější novogotickou veřejnou stavbu na světě. Je stále jedinečnou skládankou, dokonale funkční, ale přesto oplývá originálními detaily, vyvedenými z těch nejlepších a nejdražších materiálů.“ Historik architektury James Stevens Curl budovu radnice nazývá „uměleckým dílem vrcholné viktoriánské gotiky, kombinující různorodé prvky a vytvářející tak osobitý styl, který by nemohl vzniknout v jiném období než ve viktoriánském.“
Čtenáři listu Manchester Evening News ji v roce 2012 v anketě vybrali jako svou nejoblíbenější budovu a ve stejném roce se dostala mezi nejvýznamnější britské památky, které se objevily ve speciální sérii známek Královské pošty.

## Současné využití
Zasedání městské rady již neprobíhají přímo v historické budově radnice, nýbrž v novějším křídle, přistavěném v roce 1938. V hlavní budově se pořádají svatby a obřady uzavírání registrovaného partnerství, prostory radnice si lze pronajmout pro konference, sjezdy a jiné příležitosti. Turistické prohlídky věže se z důvodu oprav nekonají, jejich obnovení se očekává po dokončení prací v roce 2024.
Radnice se stala vyhledávanou lokací pro natáčení filmů a televizních pořadů, a to zejména díky její podobnosti s Westminsterským palácem. V roce 2003 se zde natáčel šestidílný televizní seriál State of Play, a dále filmy jako Sherlock Holmes (2009), Železná lady (2011) a Victor Frankenstein (2015).
Od roku 2014 v budově radnice opět funguje policejní stanice se stálou službou, ta předchozí byla uzavřena v roce 1937. Součástí této nové služebny již nejsou cely předběžného zadržení, ale policisté zde mohou vést výslechy. Stanice je hodnocena „jako skvěle umístěná ve středu města a vhodná pro poskytování služeb veřejnosti 24 hodin denně“.
V noci z 23. na 24. června 2016 byly v prostorách radnice vyhlášeny oficiální výsledky Referenda o členství Spojeného království v Evropské unii.

## Galerie

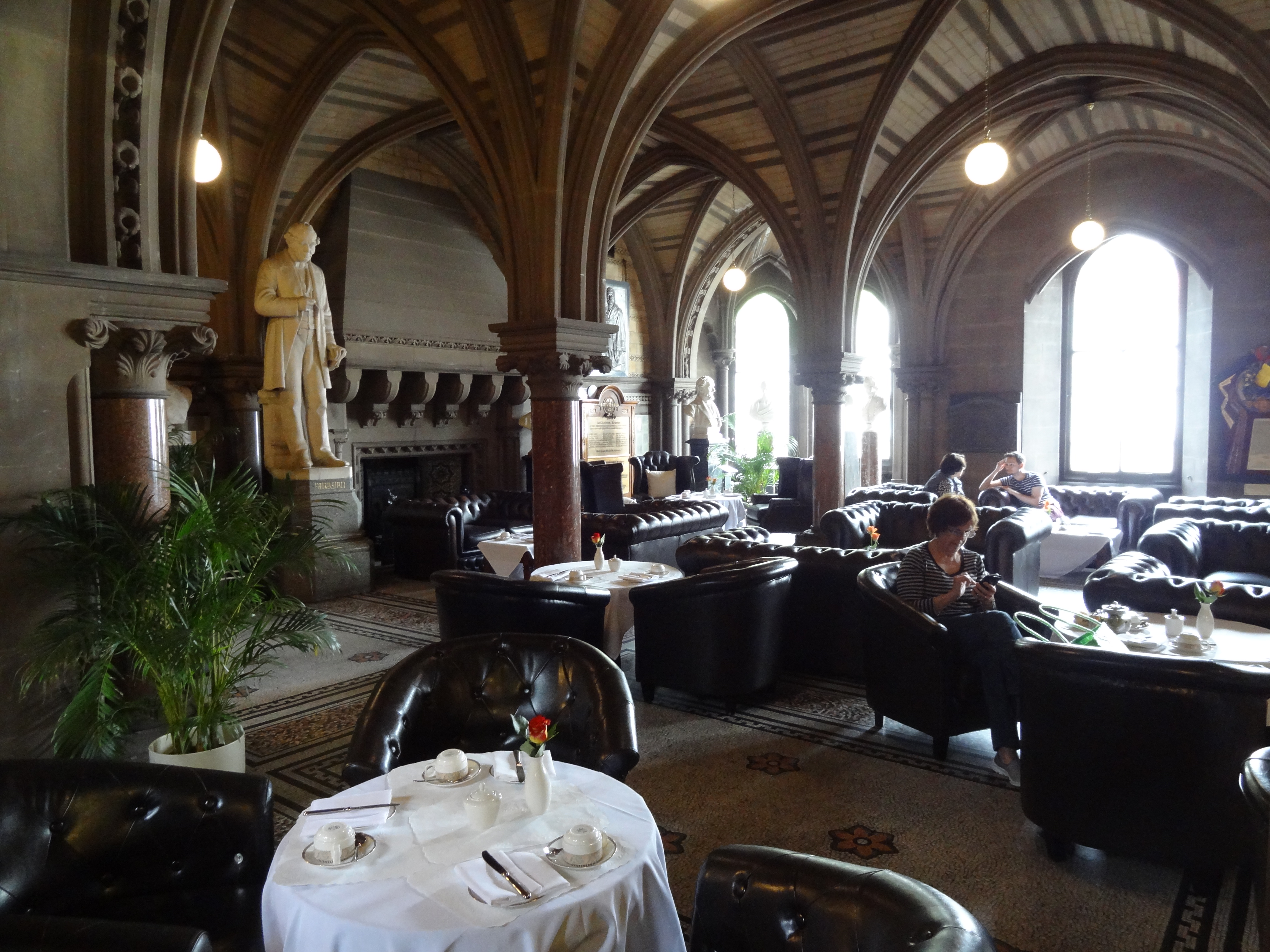
Kavárna ve Sculpture Hall
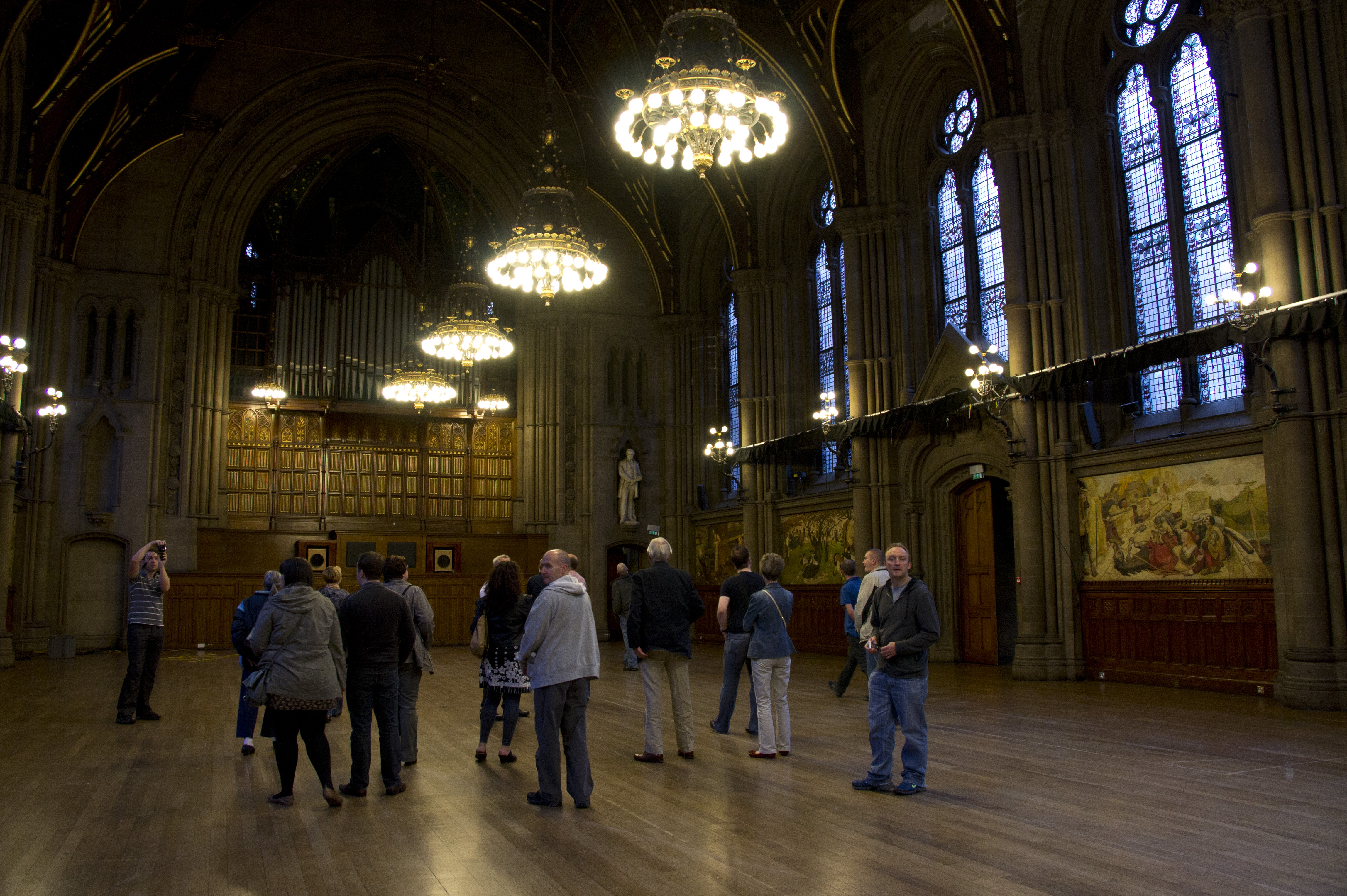
Great Hall
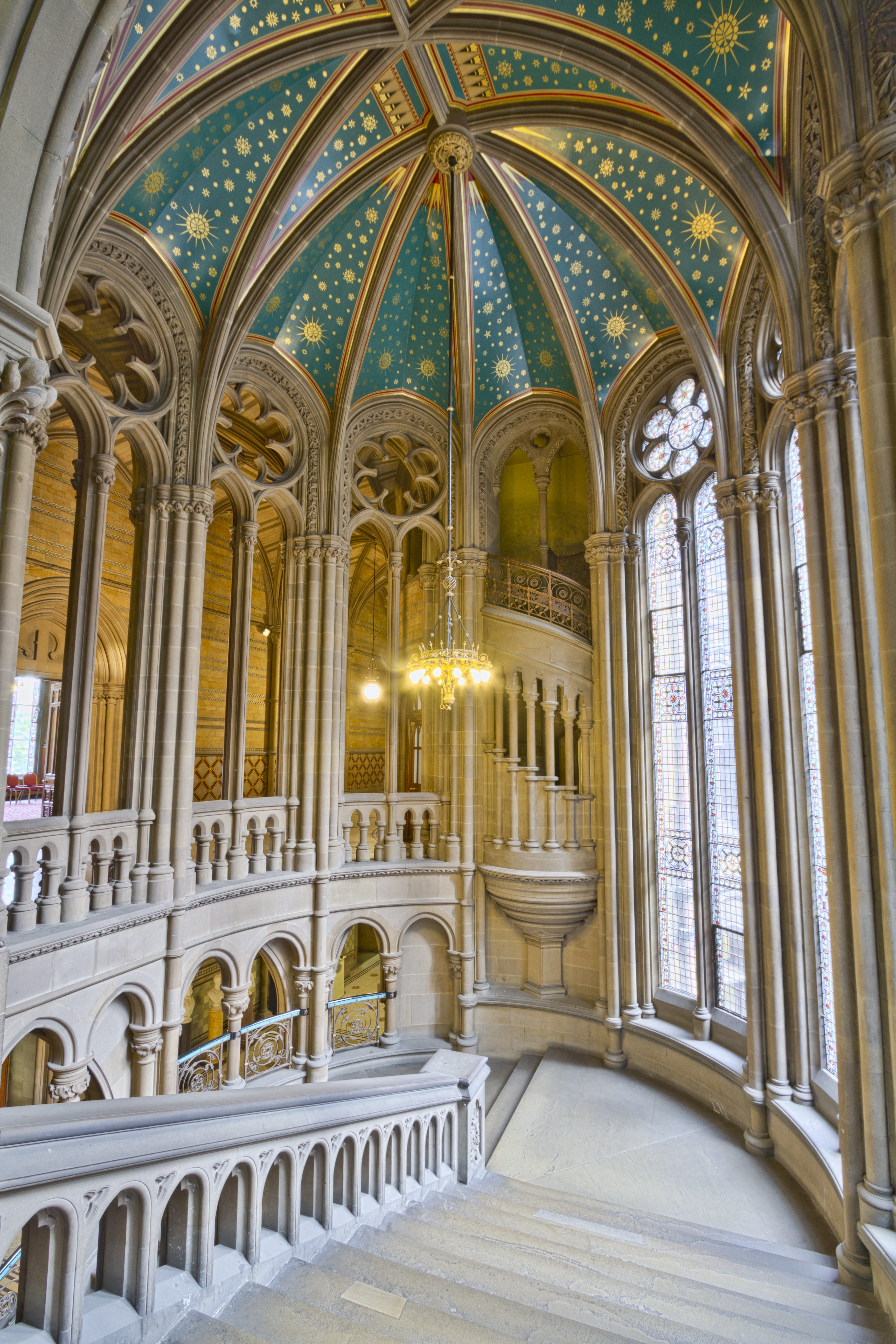
Jedno z točitých schodišť
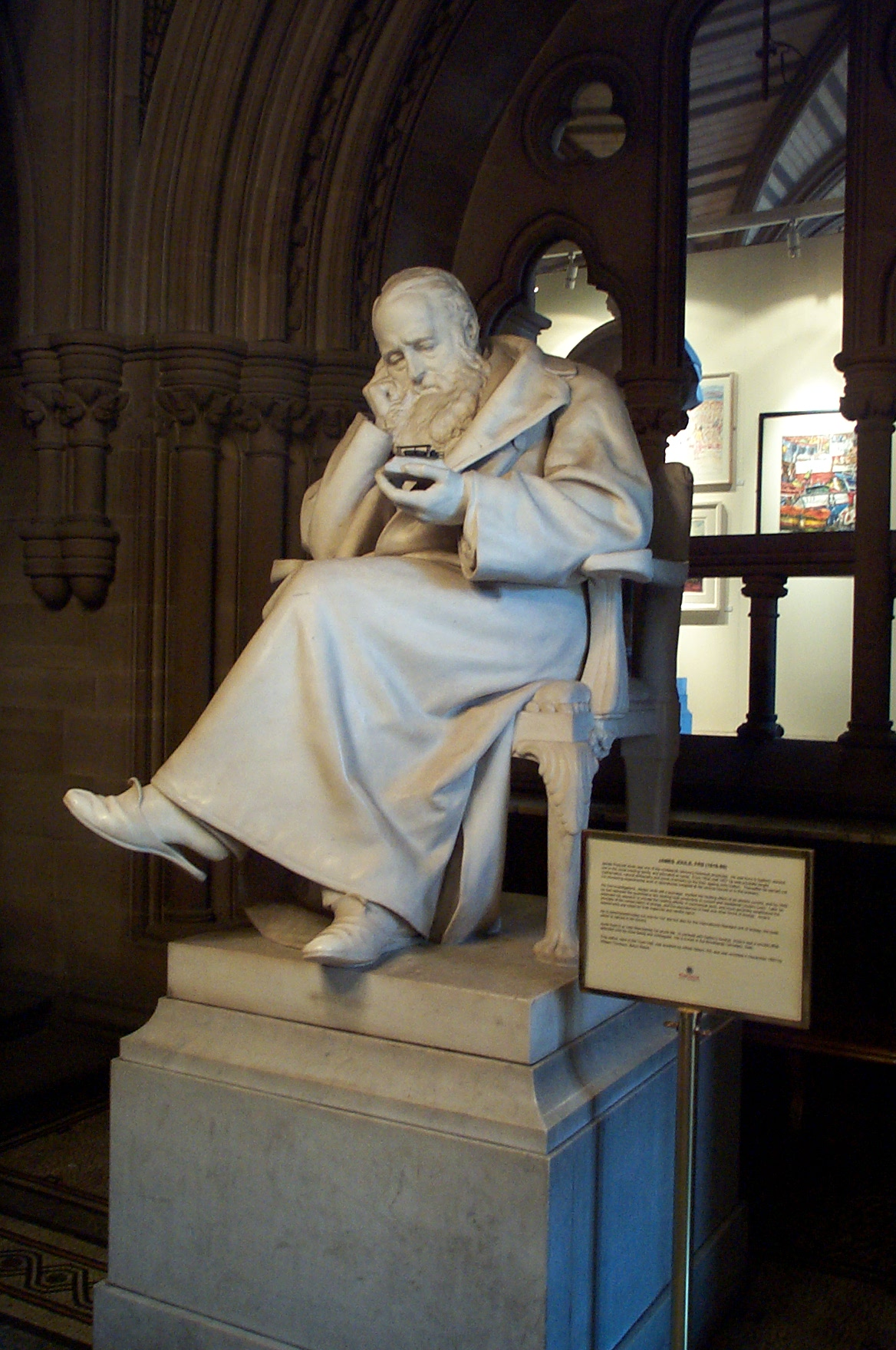
Socha fyzika Jamese Joulea
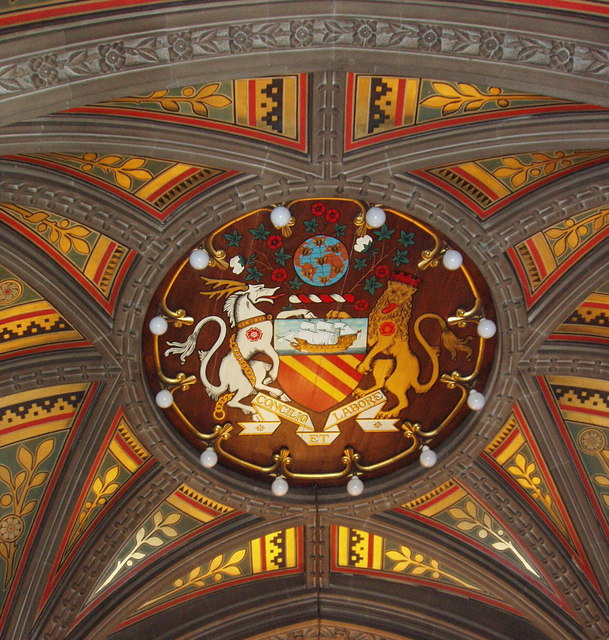
Znak města Manchesteru na stropě pod věží